# Alang

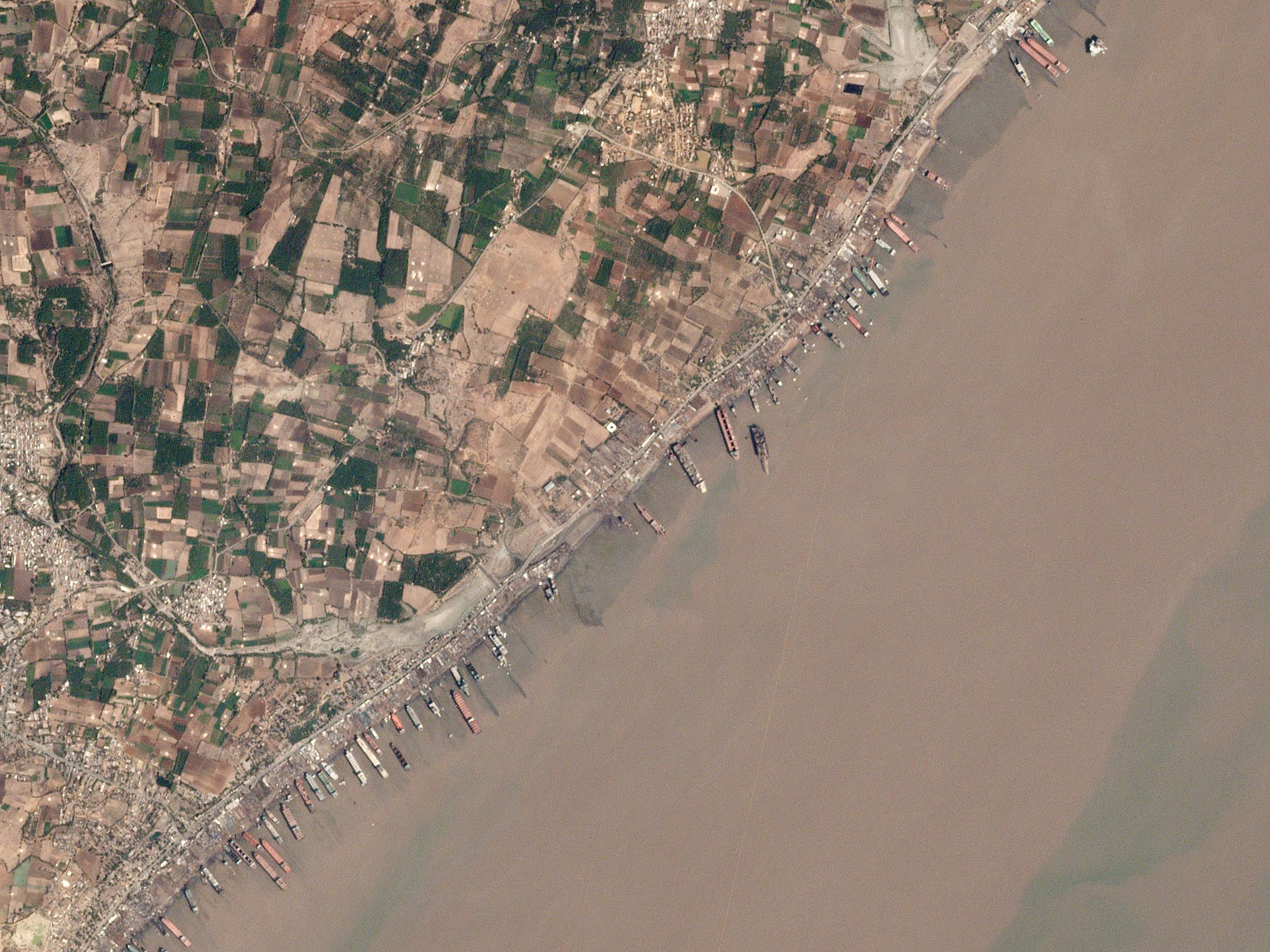
Satellitbild över Alang i mars 2017.

Alang är ett område i delstaten Gujarat i Indien, känt för skrotningsvarv och fartygsupphuggning. Formellt är området uppdelat på två samhällen; Alang (census town, 8 309 invånare 2011) och Alang-Sosiya (industrial notified area, 18 480 invånare 2011).
Arbetet sker på stranden ca 50 km sydöst om Bhavnagar. Orsaken till att platsen blivit världens största upphuggningsplats för skrotade fartyg är sannolikt att människorna här är mycket fattiga och många. Arbetet sker för hand och man tar tillvara allting. Arbetsförhållandena beskrivs som svåra. Man hugger upp cirka 1 500 fartyg per år i 400 anläggningar, så kallade platforms. Personalen uppgår till någonstans mellan 20 000 och 40 000 människor, ingen vet säkert. Platsen passar för ändamålet av en annan anledning, nämligen att tidvattnet kommer riktigt högt bara två gånger i månaden. Vid flod tar man in fartygen så långt det går och sedan arbetar man med fartygen på land under ebb.[källa behövs]